# De Jimmie
De Jimmies is een jaarlijkse prijsuitreiking van de jeugdzender Jim. Ze vinden plaats sinds 2012 en zijn een jaarlijkse traditie geworden.

## 2012
In 2012 werden voor de eerste keer de Jimmies uitgereikt. Dit werd gedaan door Sean en Eline van JIM in Brussel.
De prijzen zijn gewonnen door:
- Beste zanger nationaal -  Milow
- Beste zanger internationaal -  Bruno Mars
- Beste zangeres nationaal - Selah Sue
- Beste zangeres internationaal - Adele
- Beste groep nationaal - Milk Inc.
- Beste groep internationaal - LMFAO
- Beste nieuwkomer nationaal - Kato
- Beste nieuwkomer internationaal - One Direction
- Beste clip nationaal - Milow Little in the Midle
- Beste clip internationaal - LMFAO Sexy and I know it
- Beste film - Rundskop
- Beste game - FIFA12
- Beste uitschuiver van het jaar - Prins Laurent valt op het huwelijk in Monaco
- Persoon van het jaar - Mijn mama (alle moeders op de wereld)

## 2013
De Jimmies van 2013 werden dit jaar uitgereikt in de Ethias Arena in Hasselt voorafgaand aan Jimfest, de uitreiking werd gepresenteerd door Eline De Munck en Sean Dhondt. De viering werd live uitgezonden op JIM met een speciaal optreden door Bandits.

### Hottie van het jaar
- Eline De Munck
- Harry Styles (One Direction)
- Sean Dhondt
- Thomas van Achteren (Bandits)

### Beste televisieprogramma
- Tegen de Sterren op
- The Voice
- Familie
- So You Think You Can Dance

### Beste festival
- Tomorrowland
- Laundry Day
- Pukkelpop
- Rock Werchter

### Beste dj
- Netsky
- Coone
- Mark with a K
- David Guetta

### Best dance
- Netsky
- Avicii
- Milk Inc.
- David Guetta

### Blooper van het jaar
- Bart de Wever - Zet die Ploat af!
- De Fyra
- Justin Bieber - kotst op podium
- Lance Armstrong

### Persoon van het jaar
- Meneer Konijn van Q-Music
- Barack Obama
- Kim Clijsters
- Mijn Mama

### Beste video
- PSY - Gangnam Style
- Florence and The Machine - Spectrum
- Jay-Z met Kanye West - No Church in the Wild
- Die Antwoord - I Fink u Freeky

### Leukste noorderbuur
- Gers Pardoel
- The Opposites
- Kraantje Pappie
- De Jeugd van Tegenwoordig

### Beste nieuwkomer
- Conor Maynard
- Carly Rae Jepsen
- Ellie Goulding
- Passenger

### Best pop
- One Direction
- Justin Bieber
- Taylor Swift
- Bandits

### Beste groep
- One Direction
- The Script
- Triggerfinger
- Milk Inc.

### Überjimmie
Een speciale Jimmie, waar niet op gestemd kon worden. Deze is gewonnen door Regi Penxten.